# Grafo de control de flujo
En ciencias de la computación, un grafo de control de flujo (CFG) es una representación, en forma de grafo dirigido, de todos los caminos que pueden ser atravesados a través de un programa durante su ejecución.

## Descripción
Cada nodo del grafo representa una región contigua de código sin ramas, conocidos como bloque básico, y las aristas entre los nodos indican saltos en el flujo del programa. Existen dos bloques especiales, el de entrada, que ninguna arista llega a él y es la única forma de empezar a recorrer el grafo, y el de salida, del que ninguna arista sale y es la única forma de terminar de recorrer el grafo.

## Construcciones estructurales
Las estructuras de control se pueden ver representadas en el grafo de la siguiente manera:

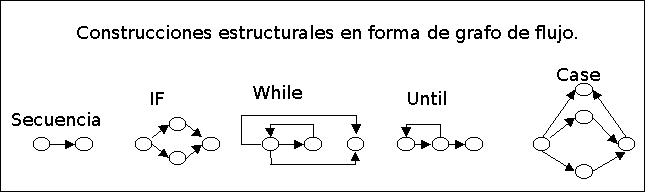
Aquí se muestran algunas construcciones estructurales en forma de grafo de control de flujo

## Utilidad
El grafo de control de flujo tiene gran utilidad a la hora de realizar optimizaciones en el compilador y análisis estático de software.